# ARN-polymérase ARN-dépendante
L'ARN-polymérase ARN-dépendante (RdRp, RDR), parfois appelée ARN-réplicase, est une nucléotidyltransférase qui catalyse la réaction :
nucléoside triphosphate + ARNn  {\displaystyle \rightleftharpoons }  PPi + ARNn+1.
Cette enzyme catalyse la réplication de l'ARN, contrairement à une ARN polymérase typique qui catalyse la biosynthèse d'un brin d'ARN à partir d'une matrice d'ADN. Elle catalyse donc la synthèse d'un brin d'ARN complémentaire à partir d'un brin d'ARN servant de matrice. Elle est indispensable à la réplication des virus à ARN à polarité négative et positive sans étape à ADN,, c'est-à-dire aux groupes III à V de la classification Baltimore :
- virus à ARN double brin (groupe III) tels que les familles Cystoviridae (en), Reoviridae, Hypoviridae, Partitiviridae, Totiviridae (en), ou encore les Birnaviridae ;
- virus à ARN monocaténaire à polarité positive (groupe IV) tels que les familles Nidovirales (dont les Coronavirus), Picornavirales ou encore Tymovirales (en) ;
- virus à ARN monocaténaire à polarité négative (groupe V) et à génome non segmenté — Mononegavirales — ou segmenté : Arenavirus, Bunyavirus, Hantavirus, Nairovirus, Phlebovirus, Tenuivirus, Tospovirus et Orthomyxovirus — comprenant le virus de la grippe A, le virus de la grippe B, le virus de la grippe C et le virus de la grippe D ainsi que les genres Thogotovirus et Isavirus (virus de l'anémie infectieuse du saumon).

L'amorçage de la réaction a lieu à proximité de l'extrémité 3' du brin d'ARN modèle. Il peut s'agir d'un amorçage de novo (sans amorce) ou à l'aide d'une protéine virale liée au génome utilisée comme amorce. L'amorçage de novo consiste en l'addition d'un nucléoside triphosphate au 3'–OH du premier nucléoside triphosphate d'amorçage ; cette réaction est répétée par la suite au cours de la phase d'élongation avec d'autres nucléotides triphosphates afin de produire un brin d'ARN qui soit complémentaire du brin d'ARN modèle.

## Médicament altérant le fonctionnement de cet enzyme
Un nouveau médicament mutagène (en phase d'essai jusque fin 2021), le Molnupiravir altère le fonctionnement de cet enzyme pour empêcher les cellules infectées de produire de nouveaux virus viables (dans le cas des virus à ARN). 